# مورفتلر
شهر مورفتلر (به رومانیایی: Murfatlar) در شهرستان کونستانس در کشور رومانی واقع شده‌است. جمعیت این شهر ۱۰٬۸۵۷ نفر  است.

## نگارخانه

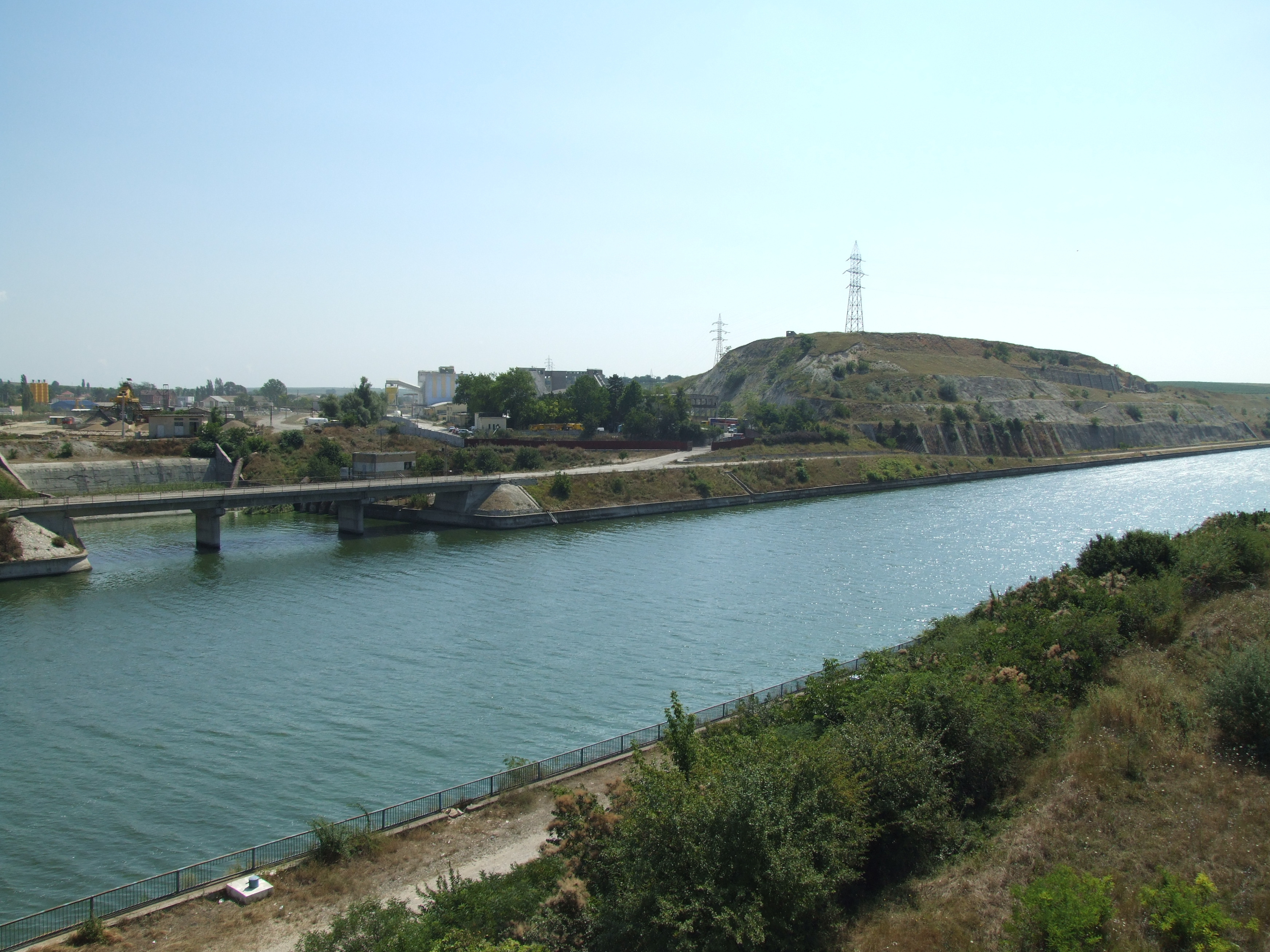
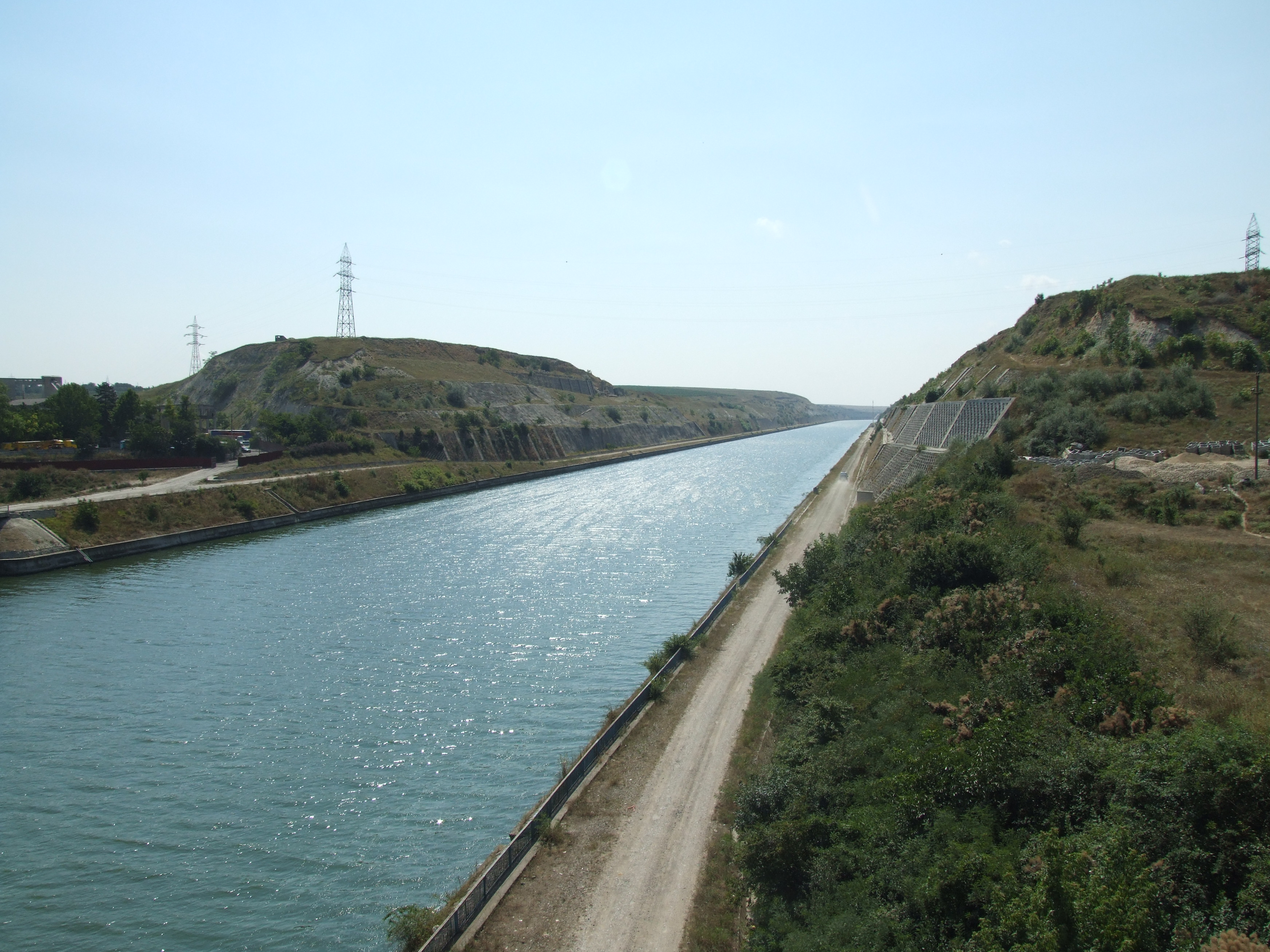
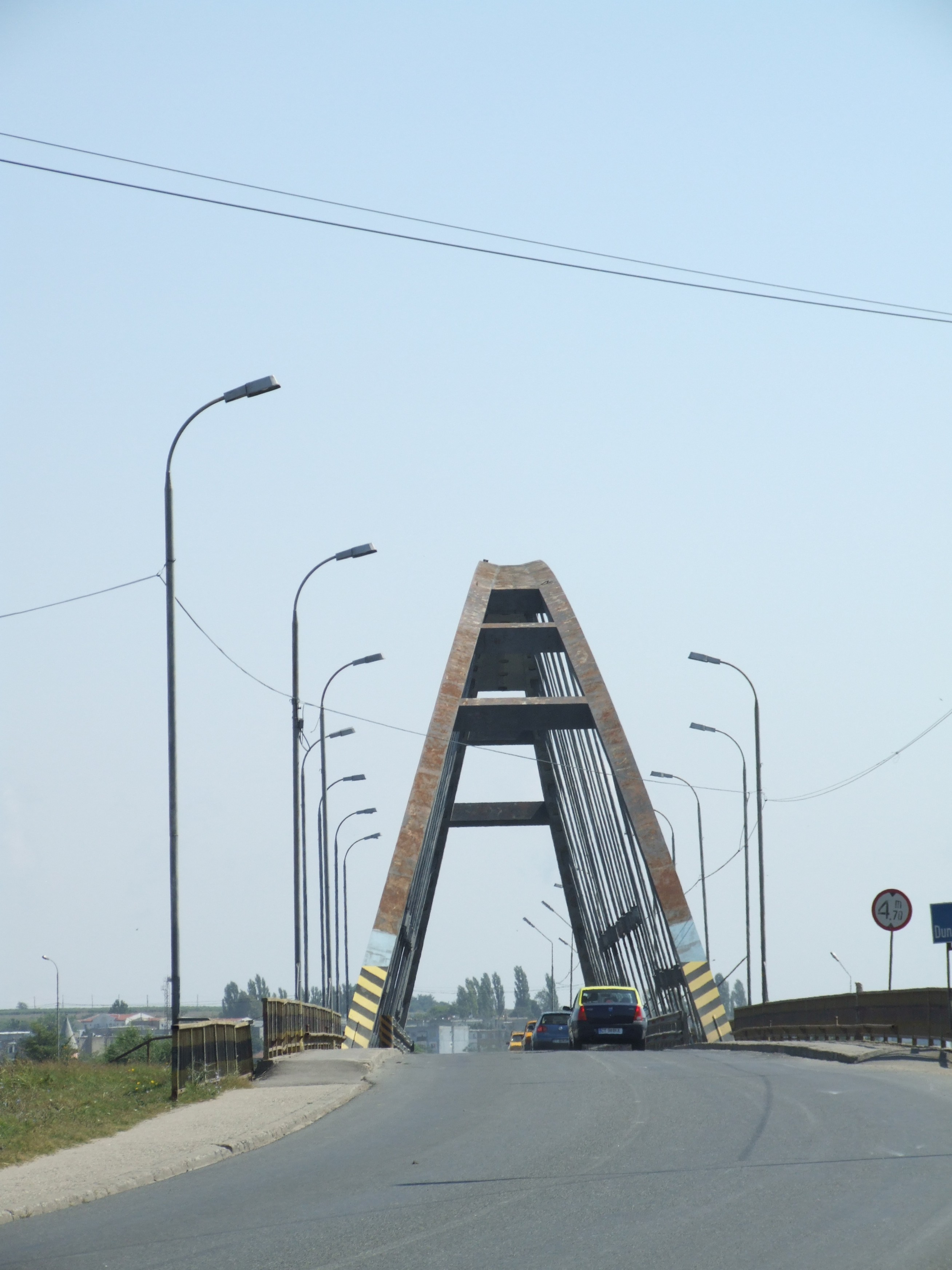